# Superior (Biermarke)

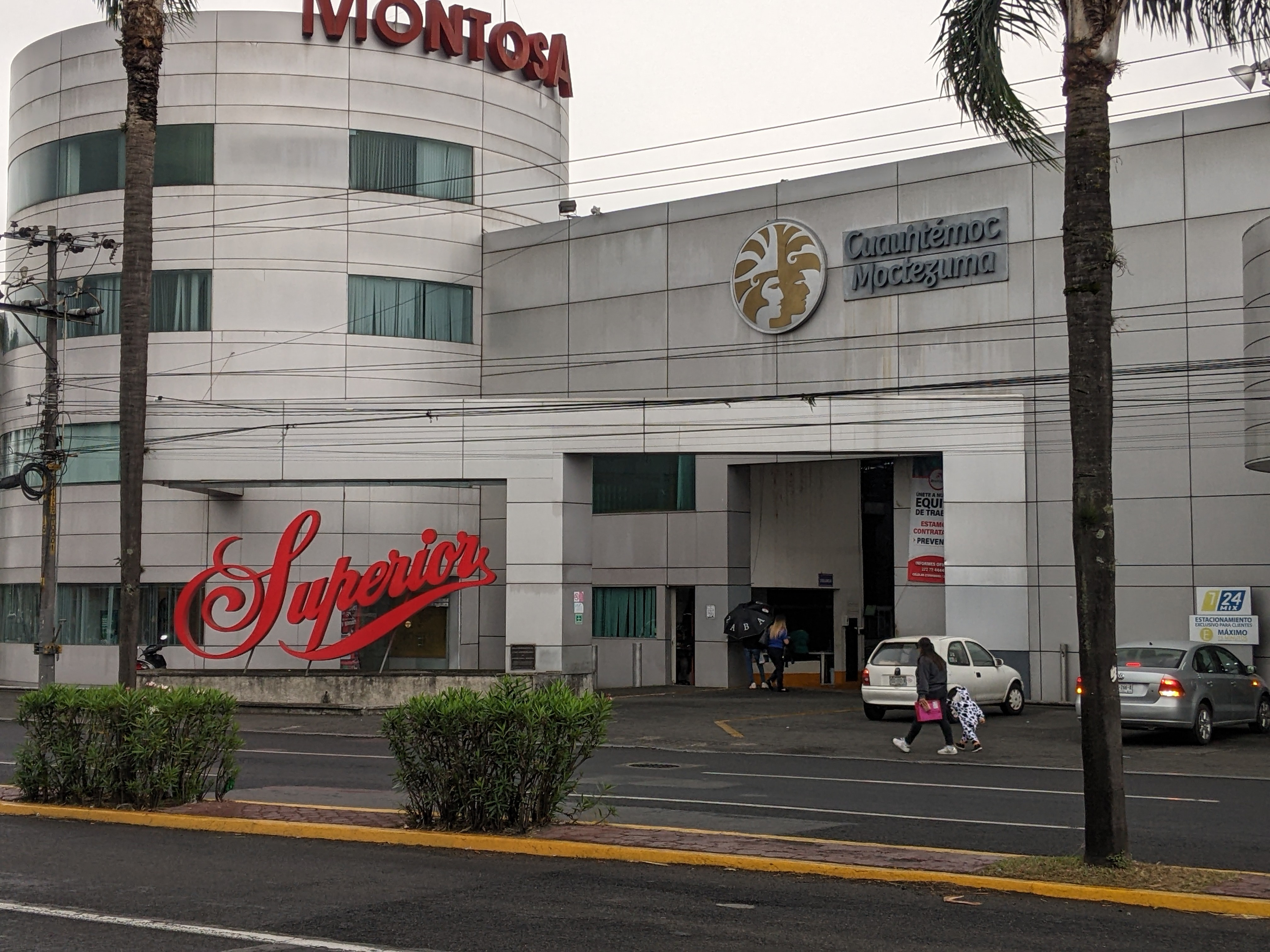
Überdimensionales Logo vor der Distribuidora Montosa in Orizaba

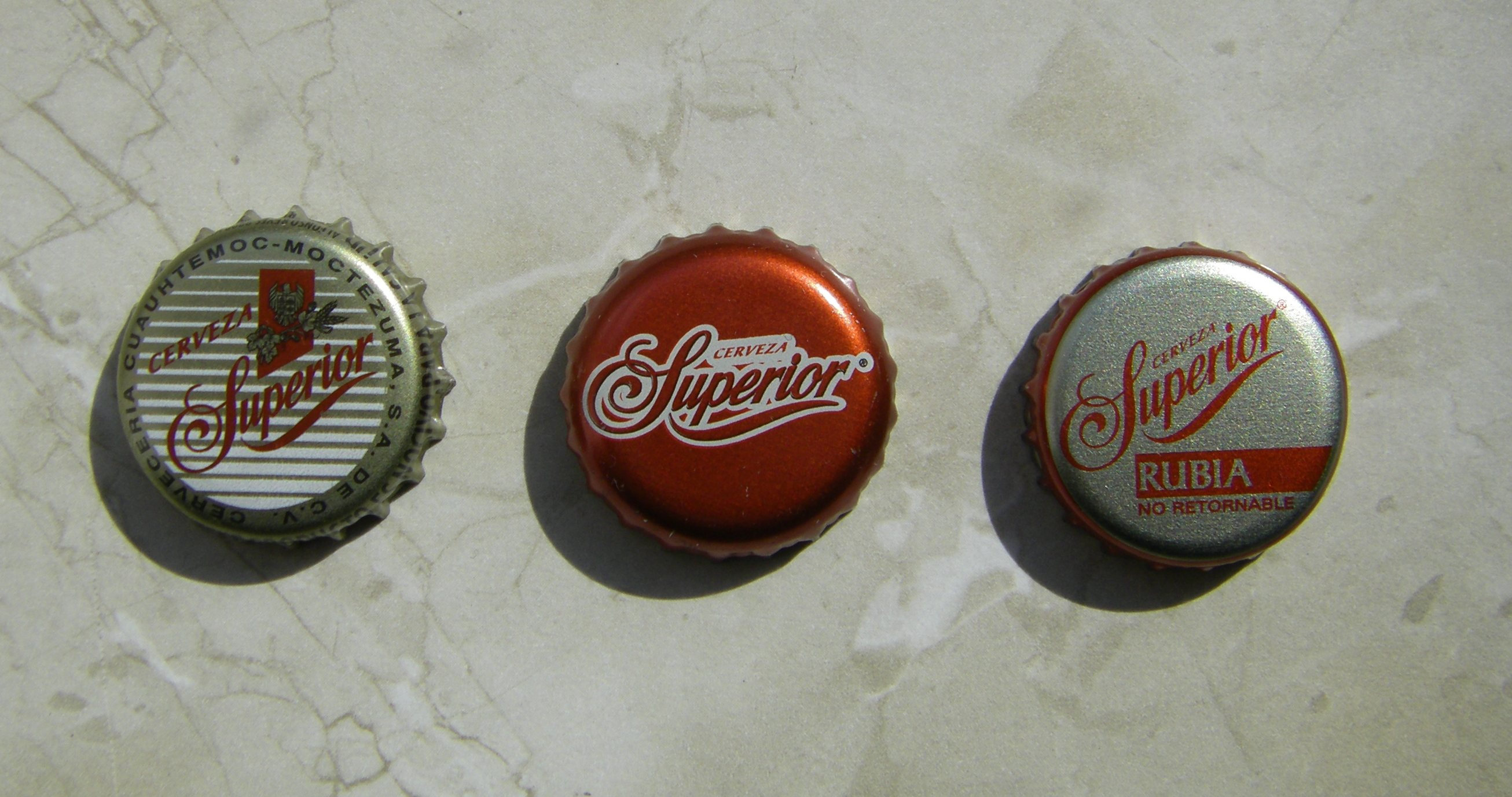
Superior-Kronkorken aus verschiedenen Jahren

Cerveza Superior (spanisch in etwa für Hervorragendes Bier) ist eine mexikanische Biermarke, die von der Cervecería Cuauhtémoc Moctezuma (mehrheitlich im Besitz der Heineken-Gruppe) gebraut wird. Cerveza Superior gehört zu den bekanntesten und traditionsreichsten mexikanischen Biermarken.
Das goldfarbene Lagerbier ist auch bekannt als „la rubia superior“ (die Superblonde). Diese „Doppeldeutung“, die sowohl ein helles Bier als auch eine Blondine meinen kann, wurde später noch dadurch untermauert, dass die US-amerikanische Schauspielerin Farrah Fawcett das Bier mit dem Slogan „The blonde everyone loves“ (englisch für Die Blonde, die alle lieben) bewarb. Dieser Slogan knüpfte an den seit den 1960er-Jahren bestehenden Werbespruch „La Rubia Que Todos Quieren“ an, der dieselbe Bedeutung hat und durch den das Bier unter Bierliebhabern beliebt wurde.

## Entstehung
Superior war die erste Marke der 1896 in Orizaba, Veracruz, eröffneten Cervecería Moctezuma und ist eine der ältesten noch existierenden Biermarken Mexikos. Es ist überliefert, dass das Bier seinen Namen erhielt, nachdem der deutsche Braumeister Otto Neumaier bei der ersten Verkostung mit Begeisterung ausgerufen habe: „¡Esta es una cerveza superior!“ (Das ist ein hervorragendes Bier!).

## Besondere Qualität
Die gute Marktpositionierung des Biers beruht auf seiner Brautradition, die in erster Linie durch die Qualität des Wassers begünstigt wird. Gewonnen aus der Schneeschmelze des in der Nähe von Orizaba gelegenen Citlaltépetl, ist es entsprechend weich und arm an Mineralien.

## Werbung und Sponsoring
Wie bereits erwähnt, warb Farrah Fawcett in den 1970er-Jahren für die Biermarke und auch die kubanisch-mexikanische Schauspielerin, und Sängerin Gina Romand warb mit den Slogans „La Rubia de Categoría“ bzw. „La Rubia Superior“ über mehrere Jahre hinweg für das Cerveza Superior.
Die Biermarke befand sich als Werbeschriftzug auf den Trikots der Baseballmannschaften El Águila de Veracruz und Pericos de Puebla sowie auf den Trikots mehrerer Fußballmannschaften; unter anderem in den Spielzeiten 1993/94 und 1995/96 auf dem Trikot von Mexikos populärstem Fußballverein Deportivo Guadalajara. Ebenfalls in der Saison 1995/96 befand sich der Schriftzug der Marke auf den Trikots von Atlético Morelia und der Tiburones Rojos de Veracruz. Auf dem Trikot der Tiburones war der Schriftzug noch bis 2003 vorhanden. In der Saison 1997/98 zierte der Schriftzug zudem die Trikots des Club Puebla.
Außerdem war Superior Haupt- bzw. einziger Trikotsponsor des CD Veracruz in den Spielzeiten 1995/96 und 1996/97 sowie noch einmal 1999/00, ebenso beim Tampico-Madero FC in den Spielzeiten 1994/95 und 1995/96 und in der Saison 1995/96 auch beim Club Deportivo Oro. Später wurde das Sponsoring der Cervecería Cuauhtémoc Moctezuma auf ihr seit den 1990er Jahren auch international forciertes Produkt Cerveza Sol übertragen, das bereits ab 1994 auf den Trikots des Club León zu finden war und ab 1996 auch sukzessive beim Tampico-Madero FC und bei Deportivo Guadalajara sowie später bei anderen Vereinen der neue Werbeträger wurde.
Superior ist eine von sechs mexikanischen Biermarken, die Trikotsponsoring betrieb. Die anderen sind die ebenfalls zur Cervecería Cuauhtémoc Moctezuma gehörenden Marken Carta Blanca, Tecate und das bereits erwähnte Sol sowie die zur Grupo Modelo gehörenden Marken Corona und Victoria.